# Chvění
Chvění je kmitavý pohyb povrchů těles, který má formu dvourozměrných stojatých vln. Chvění těles je zdrojem zvuku, využívá se zejména u hudebních nástrojů, ale může být naopak také vyvoláno zvukem vhodné frekvence, na níž těleso rezonuje. Rozložení kmiten a uzlů na povrchu tělesa v různých vibračních módech lze zkoumat metodou Chladniho obrazců, kdy se povrch posype světlým práškem. Při chvění se prášek odsype z míst, kde jsou kmitny, a usadí se v místech uzlů.